# Michele Pazienza
Michele Pazienza (San Severo, 5. kolovoza 1982.) bivši je talijanski nogometaš.
Pazienza je nogometnu karijeru započeo u Foggiji 2000. Tri godine kasnije prešao je u Udinese Calcio, a iz Udina je prešao u redove Fiorentine. Tijekom zimskog prijelaznog roka 2008. godine Napoli ga je kupio za 4,8 milijuna eura.
9. lipnja 2011. Pazienza je potpisao 3-godišnji ugovor s Juventusom, a u Torino je došao kao slobodan igrač nakon što mu je istekao ugovor s Napolijem. Juventus ga je 31. siječnja 2012. poslao na 6-mjesečnu posudbu u Udinese Calcio. Na ljeto 2012. vratio se u Juventus.
30. kolovoza 2012. Bologna dovodi Pazienzu.